# Siergiej Gorochow
Siergiej Fiodorowicz Gorochow, ros. Сергей Фёдорович Горохов (ur. 23 września?/6 października 1901 we wsi Tieriemiec, zm. 8 stycznia 1974 w Moskwie) – generał major Armii Radzieckiej.

## Życiorys
Siergiej Fiodorowicz Gorochow urodził się 6 października 1901 roku we wsi Tieriemiec, w rejonie bielowskim (obwód tulski). W marcu 1920 roku został wcielony do Armii Czerwonej i przydzielony do Tulskiej Kompanii Wartowniczej. W lipcu tego roku został słuchaczem szkoły młodszych dowódców karabinów maszynowych 1 Brygady Rezerwowej. We wrześniu 1920 roku został przeniesiony do 48 Stawropolskich Kursów Dowódców Karabinów Maszynowych Piechoty. W grudniu 1921 roku, po ukończeniu szkolenia, został przydzielony do 158 Jarosławskiego Pułku Strzeleckiego i wyznaczony na stanowisko dowódcy plutonu, a później pomocnika dowódcy zespołu karabinów maszynowych. W lipcu 1922 roku został przeniesiony na identyczne stanowisko w 52 Jarosławskim Pułku Strzeleckim. W nowej jednostce czasowo pełnił także obowiązki komendanta szkoły pułkowej. W 1926 roku został członkiem Wszechzwiązkowej Partii Komunistycznej (bolszewików), a w następnym roku ukończył Kursy Doskonalenia Dowódców Pododdziałów Moskiewskiego Okręgu Wojskowego. W sierpniu 1930 roku został przeniesiony do Naukowo-Doświadczalnego Poligonu Uzbrojenia i Karabinów Maszynowych Moskiewskiego Okręgu Wojskowego na stanowisko instruktora I kategorii, a następnie starszego kierownika działu strzelań doświadczalnych. W lipcu 1933 roku powierzono mu obowiązki zastępcy szefa działu strzelań doświadczalnych. Tymczasowo pełnił także obowiązki szefa tegoż działu.
W kwietniu 1935 roku został słuchaczem Akademii Wojskowej im. Michaiła Frunzego w Moskwie, lecz w lutym następnego roku został przeniesiony do Wojskowej Akademii Gospodarczej w Charkowie. W maju 1935 roku, po ukończeniu akademii, został wyznaczony na stanowisko szefa służby zaopatrzenia gospodarczego 99 Dywizji Strzeleckiej w Humaniu (Kijowski Okręg Wojskowy). W marcu 1940 roku został szefem sztabu tej dywizji. Na tym stanowisku walczył po napaści Niemiec na ZSRR. Na początku sierpnia 1941 roku 99 Dywizja Strzelecka została okrążona w rejonie Humania. W końcu październiku tego roku na czele grupy żołnierzy i oficerów, bez broni i dokumentów, udało mu się wyjść z okrążenia. Do końca roku pozostawał w rezerwie Rady Wojennej Południowo-Zachodniego Frontu.
W styczniu 1942 roku został skierowany do Południowo-Uralskiego Okręgu Wojskowego z zadaniem sformowania 124 Samodzielnej Brygady Strzeleckiej. W sierpniu 1942 roku dowodzona przez niego brygada została włączona w skład 62 Armii i wzięła udział w bitwie stalingradzkiej. 14 października 1942 roku objął dowództwo nad grupą wojsk), które zostały oderwane od głównych sił armii i znalazły się w półokrążeniu. 24 listopada tego roku grupa połączyła się z oddziałami 66 Armii generała Aleksieja Siemionowicza Żadowa.
7 grudnia 1942 roku został awansowany na generała majora. W tym samym miesiącu został wyznaczony na stanowisko zastępcy dowódcy 51 Armii. W maju 1943 roku objął dowództwo 37 Korpusu Strzeleckiego. Korpusem dowodził w czasie operacji donbaskiej (13 sierpnia - 22 września 1943 roku) i operacji odeskiej (26 marca - 14 kwietnia 1944 roku), która była przeprowadzona w ramach strategicznej operacji dnieprowsko-karpackiej. Za okres dowodzenia korpusem został scharakteryzowany, jako „piśmienny, zdolny do pracy, prawdziwy, pracowity dowódca, z dobrym ogólnym i operacyjno-taktycznym przygotowywaniem, wymagający od sobie i podwładnych”.
W okresie od 27 maja do 26 września 1944 roku miał dowodzić 45 Korpusem Strzeleckim. We wrześniu 1944 roku został wyznaczony na stanowisko zastępcy dowódcy 19 Armii. 23 marca 1945 roku objął dowództwo 40 Gwardyjskiego Korpusu Strzeleckiego, na czele którego walczył w operacji wschodniopomorskiej i berlińskiej.
6 lipca 1945 roku został wyznaczony na stanowisko szefa Zarządu Służby Komendanckiej w Dowództwie Radzieckiej Wojskowej Administracji w Niemczech. Od 12 marca 1947 roku obowiązki na tym stanowisku łączył z funkcją zastępcy szefa sztabu Dowództwa Radzieckiej Wojskowej Administracji w Niemczech do spraw służby komendanckiej. 25 sierpnia 1948 roku, w tym samym dowództwie, został szefem Zarządu Spraw Wewnętrznych. W grudniu 1948 roku został odkomenderowany do ZSRR. W styczniu 1951 roku został wyznaczony na stanowisko starszego wykładowcy Katedry Taktyki Akademii Wojskowej im. Michaiła Frunzego w Moskwie. W listopadzie 1953 roku został przeniesiony do rezerwy. Zmarł 8 stycznia 1974 w Moskwie.

## Ordery i odznaczenia
- Order Lenina
- Order Czerwonego Sztandaru - czterokrotnie
- Order Kutuzowa I klasy - dwukrotnie
- Order Suworowa II klasy - dwukrotnie
- Order Czerwonej Gwiazdy